# 카트콤
카트콤(영어:  Korean Augmentation Troops to Commonwealth Division , KATCOM)은 한국 전쟁 당시 주한 영연방군에 배속되어 근무하는 대한민국 국군 소속의 군인을 의미한다.

## 역사
카트콤은 한국 전쟁중인 1952년 5월에 창설되었으며, 주로 단순히 병력 순환 기간 동안 숫자를 구성하기 위한 대체 목적으로 영연방군 내에 포함되기도 하였었다. 1950년부터 1953년까지 대략 100명 정도 카트콤이 주로 호주 왕립군에 배속되어 전투를 치뤘다고 한다.
KATCOM으로 배정된 병사들은 영국과 캐나다의 무기에 대한 전문 훈련을 받은 한국의 대체훈련센터에서 16주간의 표준 기초 훈련을 받았다. 또한 주한 미군에 배속되었던 카투사와 달리 보다 광범위하게, 카트콤은 벨기에와 네덜란드 등의 다른 유엔사령부 소속 부대에서 복무하기도 하였다. 카트콤은 한국전쟁 이후에도 주한 영연방군이 주둔함에 따라서 유지되었으며, 1993년까지 존속하였다.
카트콤의 존재는 카투사의 존재에 비해서 한국에서 잘 알려져 있지 않으며, 영연방군 소속이었던 영국, 뉴질랜드, 호주에서 한국전쟁에 관련하여 자료가 많이 남아있는 편이다.
가평군과 오스트레일리아는 가평 전투에 참전한 카트콤과 호주군을 기리기 위해서 가평군에 우정의 호주정원을 설립하였다.

## 참전 전투
- 가평 전투

## 같이 보기
- 주한 영연방군
- 영연방 제1사단
- 6.25 전쟁
- 카투사

## 참고 자료
- 카트콤 한국군 병사 이민방 및 김흥구 사진
- 카트콤 한국군 병사 이덕용을 훈련시키는 카트콤 소속 호주왕립연대 제2대대 병사들
- 한국전쟁에서 호주 왕립연대 제1대대 덜햄 경보병대대
- 주 영연방국 소속 뉴질랜드 통신병과 카트콤 통신병들 사진
- 한국전쟁에서 캐나다군(46,50,51페이지 참조)
- 호주 왕립연대 제2대대 전쟁 일기첩
- 호주 왕립연대 제1대대 "블랙워치" 소속 카트콤 병사들 사진
- 1953년-1954년 동안 호주 왕립연대 제2대대 활약상
- 한국전쟁에서 호주군 사진첩
- 한국전쟁에서 뉴질랜드 군
- 호주전쟁기념관의 카트콤 게시물
- Barris, Ted.  (1999).  Deadlock in Korea : Canadians at war, 1950-1953.  Toronto :  Macmillan Canada
- BLAXLAND, J., KELLY, M., & HIGGINS, L. B. (Eds.). (2020). In from the Cold: Reflections on Australia’s Korean War. ANU Press.
- WATSON, B. B. (2002). Far Eastern Tour: The Canadian Infantry in Korea, 1950-1953. McGill-Queen’s University Press.